# کیشووکی
کیشووکی (به لهستانی:  Kisiołki) یک روستا در لهستان است که در گمینا وومژا واقع شده‌است.